# Federico Cervantes Muñoz-Cano
General Carlos Federico Cervantes Muñoz Cano fue un militar mexicano que participó en la Revolución mexicana. Nació el 8 de marzo de 1885, en la ciudad de Oaxaca, siendo hijo del Lic. Eutimio Cervantes García y de Doña Trinidad Muñoz-Cano Melo. Titulado en el Colegio Militar de Chapultepec, perfeccionó sus estudios en Europa en los cuerpos de ingeniería del Ejército francés; también estudió navegación aérea. En 1913 regresó a México y se unió a las fuerzas de Francisco Villa. En la Convención de Aguascalientes fue el representante del mismísimo Gral. Felipe Ángeles. Al triunfar el constitucionalismo se fue exiliado a los Estados Unidos, donde, en 1918 y 1919, intentó organizar un movimiento anticarrancista, que fracasó. Autor de Felipe Ángeles y la Revolución de 1913. Biografía (1868-1919), y del libro Francisco Villa y la Revolución; también fue colaborador de El Universal, y sostuvo una polémica con el Coronel Bernandino Mena Brito acerca de Felipe Ángeles en 1935. Murió en la Ciudad de México el 6 de mayo de 1966. Fue sepultado en el Panteón Jardín. 